# Nicolas Chauvin
Nicolas Chauvin (fl. XIX secolo) è stato un militare (molto probabilmente una leggenda) francese, un patriota che si presuppone abbia servito la Francia nel "Primo esercito" della Repubblica e, successivamente, nella Grande Armata di Napoleone Bonaparte.
Dal suo nome deriva il termine "sciovinismo", cioè nazionalismo fanatico.

## Biografia
Colui che con ogni probabilità sarebbe solo un personaggio immaginario, secondo la leggenda sarebbe nato nel 1770 a Rochefort, più volte ferito in numerose battaglie, con conseguente mutilazione. La sua fedeltà ed il suo fanatismo sarebbero stati apprezzati da Napoleone Bonaparte, il quale gli avrebbe donato una Sciabola d'Onore e una pensione di 200 franchi.

## Citazioni letterarie
Chauvin è il protagonista di La Cocarde Tricolore, opera del 1831 dei fratelli Cogniard, alla quale il personaggio deve la sua fama.